# 第4野戦輸送司令部 (日本軍)
第四野戦輸送司令部(だいよんやせんゆそうしれいぶ)は、大日本帝国陸軍の組織の一つで、昭和18年4月12日に大阪堺にて編成された。部隊長塚本松太郎大佐以下パラオよりウエワクに向けて単独回航中、ニューギニア島プアリ沖にて米潜水艦ドラムの魚雷攻撃を受けて陸軍83 - 84名が爆死。以降逐次人員補充を行い各地を転戦した。(猛6050)

## 活動略歴
- 昭和18年
  - 4月30日：堺に於て編成
  - 5月：宇品出発
  - 5月8日：「パラオ」待機　同日出発「ニューギニア」に向う。
  - 9月8日：「パラオ」より「ニューギニア」に向う輸送途中　潜水艦の攻撃を受け大部戦死
  - 10月25日：「ウエワク」「ニューギニア」上陸、逐次補充せらる人員を以って「ウエワク」に於いて再編成、「ウエワク」兵站勤務及警備
- 昭和19年
  - 1月5日：ウエワク海岸に於いて9月8日の攻撃で戦死した隊員の供養を行った。
  - 5月：「アイタペ」作戦(後方輸送の司令部)
  - 9月：「アレキサンダー」南側自活（第41師団）配給
- 昭和20年5月：「ロピック」湖畔の警備(庄下支隊指揮下)
- 昭和21年1月24日：復員完了

### 損耗状況
- 昭和18年09月08日：残存者下士官以下４名
- 昭和19年09月：食糧断絶期以降の栄養失調及び「マラリア」特に此の間の待機右の「マラリア」による損害は地域及び時期の如何を問わず全期に渡り不断に多発せり
- 昭和18年09月08日：部隊長塚本松太郎大佐「パラオ」より「ホルランヂャ」に向う途中戦死
- 昭和21年10月03日：岩切義一少将戦死(戦犯裁判未決病死)